# Lago Menéndez
Lago Menéndez är en sjö i Argentina.   Den ligger i provinsen Chubut, i den sydvästra delen av landet, 1 500 km sydväst om huvudstaden Buenos Aires. Lago Menéndez ligger 519 meter över havet. Arean är 53 kvadratkilometer. Den sträcker sig 16,0 kilometer i nord-sydlig riktning, och 19,9 kilometer i öst-västlig riktning.
I omgivningarna runt Lago Menéndez växer i huvudsak blandskog. Runt Lago Menéndez är det mycket glesbefolkat, med 4 invånare per kvadratkilometer.